# پی ریج، شهرستان دشا، آرکانزاس
پی ریج (به انگلیسی: Pea Ridge) یک منطقهٔ مسکونی در ایالات متحده آمریکا است که در شهرستان دشا، آرکانزاس واقع شده‌است. پی ریج ۴۶٫۹۴ متر بالاتر از سطح دریا واقع شده‌است.